# Биатлон на Зимским олимпијским играма 1968.
Такмичење у биатлону на Зимских олимпијских игара 1968. било је трећи пут на програму Игара. Састојало се од две биатлонске дисциплине, обе у мушкој конкуренцији. Једна је била појединачна трка на 20 км појединачно  и по први пут у трци штафета 4 х 7,5 км. Такмичење је одржано у Отрану, градићу удаљеном 65 км од домаћина Игара Гренобла 12—15. фебруара 1968., а учествовала су 72 биатлонца из 16. земаља.
Совјетски биатлонац Александар Тихонов и Норвежанин Магнар Солберг, били су најуспешнији такмичари са освосвојеном  једном златном и једном сребрном медаљом.

## Сатница
|         | фебруар | фебруар | фебруар | фебруар | фебруар | фебруар | фебруар         | фебруар | фебруар | фебруар                | фебруар | фебруар | фебруар |
|         | 6. уто  | 7. сре  | 8. чет  | 9. пет  | 10. суб | 11. нед | 12. пон         | 13. уто | 14. сре | 15. чет                | 16. пет | 17. суб | 18. нед |
| ------- | ------- | ------- | ------- | ------- | ------- | ------- | --------------- | ------- | ------- | ---------------------- | ------- | ------- | ------- |
| Биатлон |         |         |         |         |         |         | пој. 20 км 9:00 |         |         | штафета 4х7,5 км 14:00 |         |         |         |

## Земље учеснице
У такмичањиму биатлону учествовала су 72. биатлонца из 16. земаља, а по први пут су учествовали биатлонци из Канаде, Источне Немачке, Западне Немачке и Чехословачке.
1. Аустрија (4)
2. [3] Запдна Немачка
3. Источна Немачка (5)
4. Јапан (4)
5. Канада (5)
6. Монголија (2)
7. Норвешка (5)
8. Пољска (6)
9. Румунија (4)
10. САД (5)
11. Совјетски Савез (4)
12. Уједињено Краљевство (5)
13. Финска (6)
14. Француска (6)
15. Чехословачка (4)
16. Шведска (5)

## Освајачи медаља

### Мушкарци
| Дисциплина                |                                                                                              | Резултат  |                                                                   | Резултат  |                                                                              | Резултат  |
| Појединачно 20 км детаљи  | Магнар Солдберг · Норвешка                                                                   | 1:13:45,9 | Александар Тихонов · Совјетски Савез                              | 1:14:40,4 | Владимир Гундарцев · Совјетски Савез                                         | 1:18:27,4 |
| Штафета 4 х 7,5 км детаљи | Совјетски Савез · Александар Тихонов · Николај Пузанов · Виктор Маматов · Владимир Гундарцев | 2:13:02,4 | Норвешка · Ола Верхауг · Олав Јерет · Магнар Солдберг · Јон Истад | 2:14:50,2 | Шведска · Ларс-Јоран Арвидсон · Торе Ериксон · Оле Петрусон · Холмфрид Олсон | 2:17:26,3 |

### Биланс медаља
|    | Земља           |   |   |   |   |
| -- | --------------- | - | - | - | - |
| 1. | Совјетски Савез | 1 | 1 | 1 | 3 |
| 2. | Норвешка        | 1 | 1 | 0 | 2 |
| 3. | Шведска         | 0 | 0 | 1 | 1 |
|    | Укупно (3)      | 2 | 2 | 2 | 6 |

## Биланс медаља 1960—1968.
У табели су приказани сви освајачи медаља у мушкој конкуренцији биатлона на олимпијским играма од првих 1960 до последљих 1968.
|    | Земља           |   |   |   |   |
| 1. | Совјетски Савез | 2 | 2 | 2 | 6 |
| 2. | Норвешка        | 1 | 1 | 1 | 3 |
| 3. | Шведска         | 1 | 0 | 1 | 2 |
| 4. | Финска          | 0 | 1 | 0 | 1 |
|    | Укупно (4)      | 2 | 2 | 2 | 6 |

### Појединачни биланс медаља 1960—1968
У овој табели приказани су најуспешнији појединци на ЗОИ у том периоду.
|    | Земља                                |   |   |   |   |
| 1. | Магнар Солберг, Норвешка             | 1 | 1 | 0 | 2 |
| 1. | Александар Тихонов, Совјетски савез  | 1 | 1 | 0 | 2 |
| 3. | Владимир Гундарцев, Совјетски савез  | 1 | 0 | 1 | 2 |
| 4. | Александар Привалов, Совјетски савез | 0 | 1 | 1 | 2 |